# Józef Władysław Kobylański
Józef Władysław Kobylański (ur. 2 kwietnia 1893 w Busku, zm. 19 kwietnia 1971 w Warszawie) − publicysta, działacz Polskiego Związku Łowieckiego, bibliofil i kolekcjoner, autor wielu publikacji z dziedziny myślistwa, łowiectwa oraz historii polskich zwierzyńców i ogrodów zoologicznych, uczestnik obu wojen światowych, kapitan piechoty Wojska Polskiego II Rzeczypospolitej.

## Życiorys
Rodzicami Józefa Władysława Kobylańskiego byli Władysław i Jadwiga z domu Zbigniewicz. Szkołę średnią ukończył w 1913 roku, po czym rozpoczął studia na Wydziale Filologicznym Uniwersytetu Lwowskiego. Po wybuchu I wojny światowej został powołany do armii austriackiej, w Wojsku Polskim służył w 5 pułku Strzelców Podhalańskich. Do rezerwy przeszedł w stopniu kapitana pod koniec lat 20. Przez kilka lat mieszkał w Jarosławiu i Przemyślu, od 1930 roku w Warszawie. Z dniem 1 października 1934 roku został przydzielony do Ministerstwa Komunikacji na sześciomiesięczną praktykę. Z dniem 31 marca 1935 roku został przeniesiony do rezerwy z równoczesnym przeniesieniem w rezerwie do Oficerskiej Kadry Okręgowej Nr I.
Pierwsze próby literackie podejmował jeszcze w gimnazjum. W 1927 roku opublikował dwie prace z zakresu łowiectwa: Kłusownik i W obronie użytecznej zwierzyny łownej (z przedmową Juliana Ejsmonda). W następnych latach publikował na łamach między innymi „Łowca Polskiego”, „Sylwana” czy „Myśliwego”, opracował również hasła z zakresu łowiectwa do pięciotomowej Ilustrowanej Encyklopedii Trzaski, Everta i Michalskiego. W 1929 roku ukazały się Bibliografia łowiectwa w odrodzonej Polsce oraz Humor i łacina myśliwska − zbiór fraszek i anegdot. Pasja kolekcjonerska Kobylańskiego realizowała się w powstającym zbiorze przedmiotów związanych z kulturą łowiecką: plakietek, odznak, medali, medalionów czy żetonów, który zdobył w 1937 roku najwyższe wyróżnienie na Międzynarodowej Wystawie Łowieckiej w Berlinie. Był również bibliofilem, zbierał także wszelkie pamiątki związane z kultem św. Huberta. Prowadził również badania nad historią zwierzyńców i pierwszych ogrodów zoologicznych na ziemiach polskich. Ich owocem była opublikowana w 1928 roku praca Jak powstał w odrodzonej Polsce pierwszy zwierzyniec w Warszawie oraz inne, opisujące kilka podobnych instytucji.
Zmobilizowany w sierpniu 1939 roku, wziął udział w walkach kampanii wrześniowej. Internowany w Rumunii, został później wydany Niemcom i osadzony w Oflagu VI B w Dössel. Do Warszawy powrócił po zakończeniu wojny, udało mu się uratować i zachować część kolekcji i księgozbioru. Pracował w redakcjach „Kolejarza Związkowca” i tygodnika „Sygnały”. Współpracował również z redakcją Polskiego Słownika Biograficznego. Na emeryturę przeszedł w 1955 roku. W 1961 roku był w Krakowie gościem honorowym ogólnopolskiego zjazdu poświęconego historii polskich zwierzyńców i ogrodów zoologicznych, brał aktywny udział w wykładach i dyskusjach. Zmarł w 1971 roku i został pochowany na cmentarzu Powązkowskim (kwatera 278-3-28). Jego zbiory trafiły między innymi do Muzeum Łowiectwa w Warszawie, archiwum Instytutu Zoologicznego Polskiej Akademii Nauk, Miejskiego Ogrodu Zoologicznego w Warszawie czy Muzeum Medalierstwa we Wrocławiu.

## Ordery i odznaczenia
- Krzyż Niepodległości
- Krzyż Walecznych
- Złoty Krzyż Zasługi
- Złota Gwiazda Przemyśla